# Asura limbata
Asura limbata är en fjärilsart som beskrevs av Butler 1877. Asura limbata ingår i släktet Asura och familjen björnspinnare. Inga underarter finns listade i Catalogue of Life.